# Delfiniak

Schemat watersztagu i delfiniaka

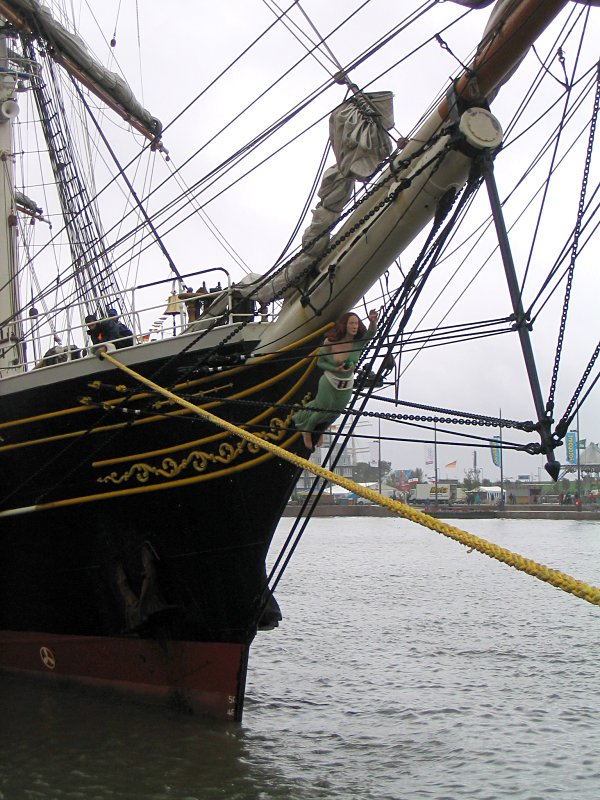
Delfiniak i watersztagi na holenderskim żaglowcu szkolnym Stad Amsterdam

Delfiniak (łabędziak, strzała Marcina) – rozpórka watersztagu.
Delfiniak to krótkie drzewce stosowane na niektórych żaglowcach, biegnące w płaszczyźnie symetrii jednostki, oparte prostopadle (lub prawie prostopadle) o bukszpryt, zwiększające kąt działania watersztagu na bukszpryt, a przez to zwiększające jego działanie usztywniające. Stosowane jest przy dłuższych bukszprytach.
W przypadku większej liczby watersztagów, mogą one wszystkie opierać się o jeden delfiniak, czasami jednak stosowane są dwa delfiniaki usytuowane pod nieco innymi kątami.